# Szczerbinowo
Szczerbinowo (biał. Шчэрбава, Szczerbawa; ros. Щербово, Szczerbowo) – wieś na Białorusi, w obwodzie brzeskim, w rejonie lachowickim, w sielsowiecie Krzywoszyn.

## Historia
Pod zaborami i II Rzeczypospolitej wieś i folwark. W XIX i w początkach XX w. położone było w Rosji, w guberni mińskiej, w powiecie nowogródzkim, w gminie Krzywoszyn.
W dwudziestoleciu międzywojennym leżało w Polsce, w województwie nowogródzkim, w powiecie baranowickim, w gminie Krzywoszyn. W 1921 wieś liczyła 286 mieszkańców, zamieszkałych w 51 budynkach, w tym 147 Białorusinów i 139 Polaków. 239 mieszkańców było wyznania prawosławnego, 36 rzymskokatolickiego i 11 mojżeszowego. Folwark liczył zaś 57 mieszkańców, zamieszkałych w 5 budynkach, w tym 40 Polaków i 17 Białorusinów. 29 mieszkańców było wyznania rzymskokatolickiego i 28 prawosławnego.
Po II wojnie światowej w granicach Związku Sowieckiego. Od 1991 w niepodległej Białorusi.

## Ludzie związani z miejscowością
- Henryk Narkiewicz-Jodko – porucznik Wojska Polskiego, kawaler Orderu Virtuti Militari; urodzony w Szczerbinowie